# Anthony Sutich
Anthony Sutich (1907-1976) est un pionnier américain de la psychologie transpersonnelle à la fin des années 1960. Il fonde le journal de psychologie humaniste en 1958 avec Abraham Maslow qui commence à être diffusé en 1961. Dans les années 1968-1969, après en avoir discuté avec Stanislav Grof, Maslow et d'autres, il fonde le journal de psychologie transpersonnelle et l'institut transpersonnel (Transpersonal Institute) qui devient ensuite l'association de psychologie transpersonnelle en 1972.